# 갓 스피드 유! Black Emperor
《갓 스피드 유! Black Emperor》(일본어: ゴッド・スピード・ユー! ブラック・エンペラー)는 1976년에 개봉된 일본의 영화로 야나기마치 미쓰오 감독의 제1작이다.

## 개요
실재로 존재했던 폭주족인 "블랙 엠페러"의 멤버인 소년이나, 그 가족, 주위의 사람들을 취재한 영상에 의한 다큐멘터리 형태로 만든 영화이다. 내레이션은 대부분 들어가있지 않고 주로 등장 인물의 생활을 담담하게 계속해서 촬영한 영상으로 구성된다. 촬영되는 장면은 소년들에 의한 폭주 행위나 집회의 기타, 양친이나 선배, 친구와의 회화의 신 등도 포함되어 있다.

## 스탭
제작 및 감독 : 야나기마치 미쓰오
촬영 : 이와나가 가쓰토시, 요코야마 요시후미, 쓰카모토 기미오, 스기우라 마코토, 아카시 다로

## 캐스트
캐스트는 "블랙 엠페러"만 표기되고 있다.